# Ernst August Max von Bacmeister
Ernst August Max von Bacmeister (Bielefeld, 28 novembre 1853 – Bückeburg, 17 gennaio 1938) è stato un ufficiale prussiano e successivamente un generale tedesco.

## Biografia
Figlio del tenente colonnello prussiano Henry Lucas Bacmeister e di Louise Poggenpohl, Ernst Bacmeister entrò giovanissimo nell'esercito nazionale e, dopo la scuola e l'Accademia militare, raggiunse il grado di sottotenente nel 53º reggimento di fanteria della Vestfalia (1872) e quello di capitano nel 1887. Come tale fu aiutante del Ministero della Guerra prussiano dal 1892 al 1893, anno in cui venne promosso maggiore, rimanendo tale sino al 1900 quando ottenne il grado di tenente colonnello; nel 1901 fu poi nominato capo del dipartimento del ministero della guerra. Con la sua promozione a colonnello nel 1905 gli fu conferita la nomina a comandante di reggimento.
Nel 1907 Bacmeister fu promosso maggiore generale e come tale prese il comando della 39ª divisione di stanza a Colmar, in Alsazia. Qualche tempo più tardi, tuttavia, divenne direttore dei dipartimenti del Ministero della guerra prussiano ed al tempo stesso rappresentante aggiunto al consiglio federale, ottenendo per tali meriti un titolo nobiliare nel 1913.
Nell'agosto del 1916 divenne vice comandante generale del IV corpo d'armata a Breslavia e più tardi venne promosso generale di fanteria, prendendo parte alla battaglia di Vimy del 1917 per poi essere posto nella divisione di riserva. A conclusione del conflitto, l'8 ottobre 1917 ottenne l'Ordine Pour le Mérite.